# 貝薩尼亞鎮區 (北卡羅萊納州福賽斯縣)
貝薩尼亞鎮區（英語：Bethania Township）是位於美國北卡羅萊納州福賽斯縣的一個鎮區。

## 地方資料
貝薩尼亞鎮區的面積為60.10平方千米，皆為陸地。根據2020年美國人口普查的數據，當地共有人口10289人，而人口密度為每平方千米171.2人。